# Orchidea selvaggia (film 1989)
Orchidea selvaggia (Wild Orchid) è un film del 1989 diretto da Zalman King.
Durante le riprese del film i due protagonisti, l'attore statunitense Mickey Rourke e la giovane modella statunitense Carré Otis, al debutto sul grande schermo, ebbero anche nella realtà un'intensa storia d'amore che li condusse, nel 1992, al matrimonio e che si concluse nel 1998 con il divorzio.

## Trama
Emily Reed, conoscitrice di numerose lingue e laureata in diritto internazionale, è appena stata assunta da una società finanziaria. Emily accompagna Claudia Lirones, l'efficiente ed autoritaria manager della ditta, nel viaggio a Rio de Janeiro per concludere un importante affare da milioni di dollari. In una Rio dalle ambientazioni esotiche, Emily conosce James Wheeler, un potente e ricco uomo locale che, invaghitosi di lei, ne stuzzica l'immaginazione erotica con chiacchiere e fantasie. James, vecchia fiamma di Claudia, appare tanto seducente quanto misterioso e sfuggente tanto che Emily ne rimane attratta ma al contempo restia a cadergli tra le braccia.
Claudia Lirones, costretta a partire per alcuni giorni alla volta dell'Argentina, lascia Emily a Rio de Janeiro. Qui tra le eccitanti note del samba e della lambada, i colori delle danze dei popoli delle favelas e un'atmosfera resa altamente coinvolgente da James, Emily ritrova tutti i suoi istinti più primitivi. Attratta e turbata è ormai completamente presa da James che a sua volta non riesce a resisterle, ma che alla fine la respinge per timore di innamorarsi completamente di lei. Wheeler, un uomo che si è fatto da solo, contando sulle proprie forze, ha sempre creduto solo nella potenza del denaro e di certo non nell'amore. Emily si ritrova così, quasi per ripicca, tra le braccia di uno sconosciuto con il quale passa la notte.
La mattina seguente Claudia fa ritorno a Rio per la conclusione dell'affare ed Emily scopre che l'avvocato della controparte è Jerome, lo sconosciuto con cui ha passato la precedente notte. Emily confessa tutto a Claudia che, quasi divertita, se ne avvale per volgere l'affare a favore della propria società. Wheeler, però, la prevarica e si aggiudica il contratto, facendo sfumare l'affare alle due donne. Claudia capisce a questo punto che James, a cui è sempre rimasta indifferente negli anni, si è invece innamorato della giovane Emily. Solo ora Emily capisce di essere sinceramente innamorata di Wheeler, il quale a sua volta cedendole il contratto che le aveva sottratto per gelosia, si rende conto di ricambiarla. Finalmente Emily riesce a far superare a James le sue paure così che i due si abbandonano ad una notte d'amore indimenticabile.

## Riconoscimenti
- Razzie Awards
  - Nominato peggior attore Mickey Rourke
  - Nominata peggior nuova attrice Carré Otis